# ناصر بن شكر
ناصر بن شكر البركاتي هو من أعيان الحجاز، والبركاتي نسبة إلى جده الشريف بركات الثالث بن محمد، كان من كبار الأشراف في إمارة الشريف حسين بن علي على مكة المكرمة.
شغل منصب وكيل الأوقاف في الحكومة الحجازية.
عمل مأمورا بحكومة المملكة السورية ثم مسؤولا بحكومة المملكة العراقية الهاشمية